# Kubenasee
Der Kubenasee (russisch Кубенское озеро, Kubenskoje-See) ist ein 109 m hoch gelegener See im Nordwesten Russlands. Er liegt in der Oblast Wologda im Föderationskreis Nordwestrussland. Südöstlich des Sees liegt die Stadt Wologda und im Osten Kadnikow.
Der See mit einer Fläche von 407 Quadratkilometern ist an seiner größten Ausdehnung 60 Kilometer lang und 15 Kilometer breit. 
Die durchschnittliche Tiefe beträgt drei Meter. Der Wasserspiegel schwankt um bis zu 1,5 m. Gespeist wird der See von der Kubena, der Uftjuga und der Porosowiza. Die Suchona entwässert den Kubenasee und fließt nach Nordosten zur Nördlichen Dwina.
Im See werden folgende Fische gefangen: Weißlachs (Stenodus leucichthys nelma), Hecht, Zander und Brachse.
In der Nähe des Sees befindet sich der Schartenhöhen-Referenzpunkt des höchsten Berges der Alpen, des Mont Blanc.